# Немети
Немети (лат. Nemetes или Nemeti) су били германско или келтско племе у области Рајне између Боденског језера и данашњег Палатината. 

## Прво помињање
Немете је први пут споменуо у свом делу De Bello Gallico римски генерал и владалац Гај Јулије Цезар. Сходно временској одредници Галског рата, Немети се могу сместити у период после 70. године пре нове ере. Тада су, заједно са другим племенима, предвођени германским кнезом Ариовистом извршили инвазију на Галију у потрази за новом животним простором. Према Цезару, Гали који су били под протекторатом Римског царства затражили су од Рима помоћ. Цезар затим убраја Немете међу седам племена које је победио у бици на Рајни 58. године пре нове ере. 